# Nepomyšl
Nepomyšl är en köping i Tjeckien.   Den ligger i regionen Ústí nad Labem, i den västra delen av landet, 80 km väster om huvudstaden Prag. Nepomyšl ligger 420 meter över havet och antalet invånare är 409.
Terrängen runt Nepomyšl är platt österut, men västerut är den kuperad. Runt Nepomyšl är det ganska glesbefolkat, med 39 invånare per kvadratkilometer. Närmaste större samhälle är Kadaň, 18,6 km norr om Nepomyšl. Trakten runt Nepomyšl består till största delen av jordbruksmark.